# Giovanni De Vivo

Bischofswappen von Giovanni De Vivo

Giovanni De Vivo (* 24. März 1940 in Colle di Val d’Elsa bei Siena, Italien; † 20. September 2015 in Pescia, Provinz Pistoia, Italien) war ein italienischer römisch-katholischer Geistlicher und Bischof von Pescia.

## Leben
Giovanni De Vivo empfing nach seiner philosophischen und theologischen Ausbildung in Siena und Rom am 15. März 1964 durch den Bischof von Colle di Val d’Elsa, Francesco Niccoli, das Sakrament der Priesterweihe. Er hatte verschiedenste Aufgaben im Erzbistum Siena inne und war dessen Generalvikar.
Am 18. Dezember 1993 ernannte ihn Papst Johannes Paul II. zum Bischof von Pescia. Der Erzbischof von Siena-Colle di Val d’Elsa-Montalcino, Gaetano Bonicelli, spendete ihm am 23. Januar 1994 die Bischofsweihe; Mitkonsekratoren waren der emeritierter Erzbischof von Siena-Colle di Val d’Elsa-Montalcino, Ismaele Mario Castellano OP, und der Bischof von Alessandria, Fernando Charrier. Sein bischöflicher Wahlspruch war In spe fundati. Die Amtseinführung fand am 6. März desselben Jahres statt. In der toskanischen Bischofskonferenz war er Delegierter für die Laien und für die Jugendarbeit. Aus gesundheitlichen Gründen konnte er das Bischofsamt seit März 2015 nicht mehr ausführen.
Giovanni De Vivo engagierte sich für zahlreiche soziale Projekte im Heiligen Land. Er war über 20 Jahre Mitglied des Ritterordens vom Heiligen Grab zu Jerusalem und Prior der Komturei Pistoia.

## Ehrungen
- Ehrenbürgerwürde von Pescia (2015)[2]